# NGC 7432
NGC 7432 é uma galáxia elíptica (E) localizada na direcção da constelação de Pegasus. Possui uma declinação de +13° 08' 04" e uma ascensão recta de 22 horas, 58 minutos e 02,2 segundos.
A galáxia NGC 7432 foi descoberta em 23 de Novembro de 1785 por William Herschel.